# Vistino
Vistino (en russe : Вистино, en ingrien : Viistina) est une localité rurale (un village) dans le raïon de Kingissepp de l’oblast de Léningrad, en Russie. Il est situé dans la partie ouest de la péninsule de Soikinsky, sur la côte du golfe de Finlande, à 700 km à vol d'oiseau de Moscou, la capitale.

## Climat
La température moyenne annuelle est de 2° C. Le mois le plus chaud est juillet, avec 17° C en moyenne, et le plus froid est janvier, avec -14° C.

## Population
La population de Vistino était de 991 habitants en 2007. En dépit de la construction autour de Vistino du complexe multimodal d'Oust-Louga, une zone industrielle, Vistino ressemble encore à de nombreuses petites communautés dans les zones rurales de la Russie, avec des routes rares et des infrastructures sommaires.  

## Culture
Le village dispose d’un petit musée consacré au patrimoine ingrien de la région.
Les déportations sous Staline, l’assimilation à la culture russe et le déplacement incessant des gens de la campagne vers les villes se sont combinés pour faire disparaître presque totalement la culture ingrienne, mais des éléments de cette culture subsistent cependant encore à Vistino. Des panneaux de signalisation en bois, bilingues ingrien-russe, placés au centre de Vistino, indiquent les monuments locaux, dont le musée du patrimoine ingrien. Il ne reste plus qu’une demi-douzaine de locuteurs ingriens à Vistino, mais certains enfants locaux se réunissent encore au musée pour une classe occasionnelle dans la langue de leurs ancêtres.